# Али Адил-шах I
Али Адил-шах I (? — 1579) — пятый султан Биджапура из династии Адил-шахов (1558—1579).

## Биография
Сын и преемник Ибрагима Адил-шаха I (1534—1558). В день своей коронации Али Адил-шах отказался от суннитских практик и вновь ввел шиитскую хутбу и другие практики. Персидским священнослужителям была предоставлена полная свобода проповедовать шиитскую доктрину и государство платило им за их миссионерскую деятельность. Новый султан вернул к власти афаки, в то же время отстранив декканцев от управления.

## Брак

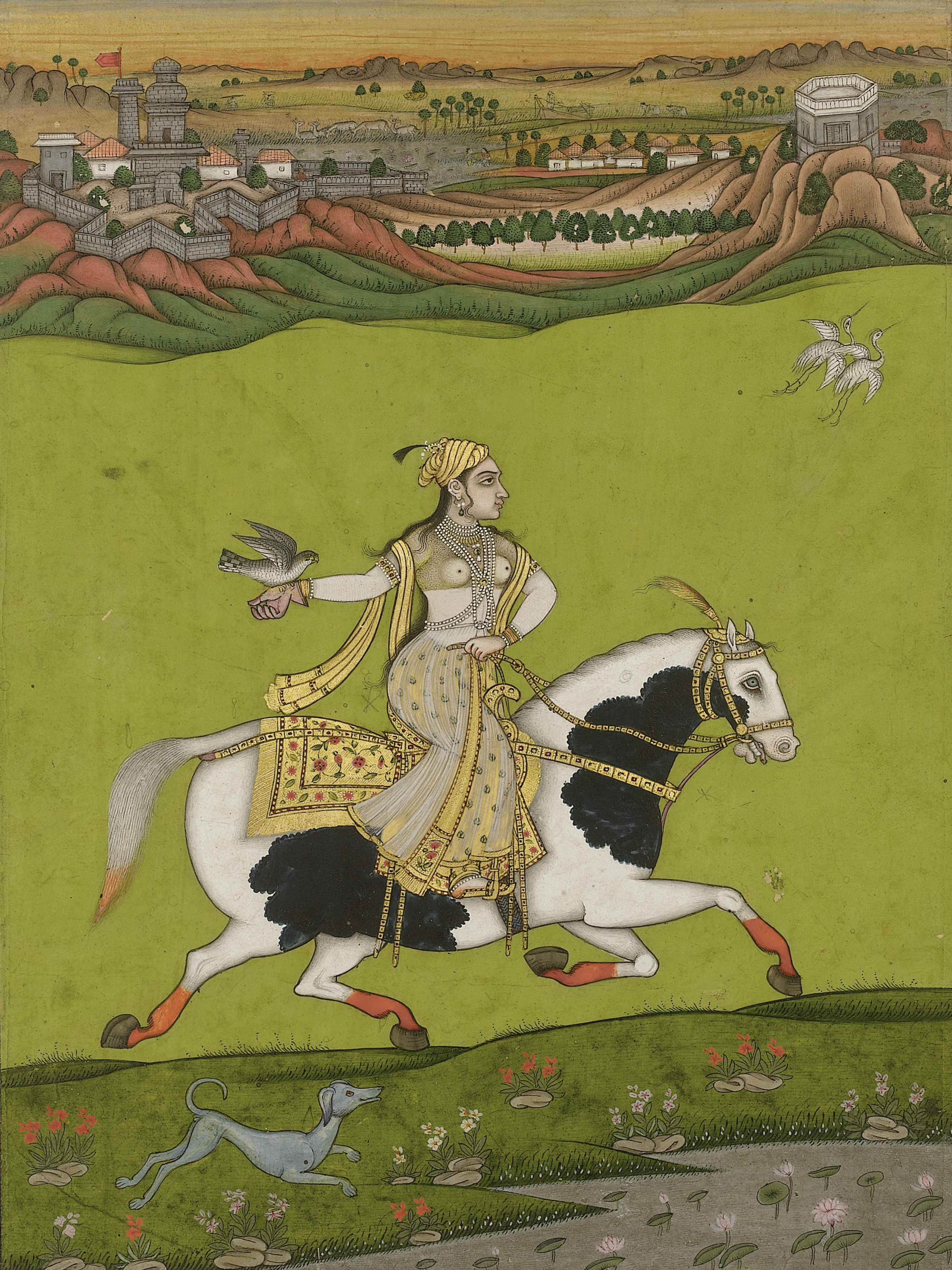
Чанд Биби, картина XVIII века

Али Адил-шах был женат на знаменитой женщине-воине Чанд Биби (1550—1599), дочери Хуссейн Низам-шаха I, третьего султана Ахмаднагарского султаната (1553—1565).

## Правление
Во время правления Али Адил-шаха произошло сближение между Биджапурским султанатом и Виджаянагарской империей. Али Адил-шах посетил Виджаянагар, где Рамарайя Аравиду принял его с большими помпой и почетом. Крупным событием правления Али было успешное создание союза деканских султанов против Виджаянагара и их победа на последним в битве при Таликоте в 1565 году. В результате этой битвы южная граница Биджапура была расширена вплоть до города Виджаянагар, и далее она открыла ворота для дальнейшего расширения Биджапура в южном направлении. Таким образом, в конце правления Али Адил-шаха Биджапурский султанат простирался до порта Хонавар на западном побережье, а южная граница проходила вдоль линии рек Варада и Тунгабхадра.
Во время правления Али Адил-шаха были установлены дипломатические отношения с могольским императором Акбаром Великим, а также состоялся обмен посланниками между Биджапуром и Дели.

## Преемственность
В 1579 году Али Адил-шах, не имея сына, назначил своим преемником племянника Ибрагима, сына своего брата Тахмаспа. В том же году Али был убит евнухом. Он был похоронен в Али-Ка-Руза близ Сакаф-Руза в Биджапуре.